# الله‌وردی دهقانی
الله‌وردی دهقانی نمایندهٔ دورهٔ نهم و یازدهم مجلس شورای اسلامی و عضو کمیسیون صنایع و معادن مجلس شورای اسلامی از حوزه انتخابیه ورزقان در استان آذربایجان شرقی بوده است.

## زندگی‌نامه
او در سال ۱۳۴۷ روستای کیقال شهرستان ورزقان آذربایجان شرقی به دنیا آمد. تحصیلات ابتدائی و راهنمائی خود را در روستاهای زادگاه خود به پایان رساند و با اخذ دیپلم تجربی از شهرستان اهر به دانشگاه تبریز در رشته شیمی راه یافت. در آموزش و پرورش استخدام گردید و به شغل معلمی که از کودکی علاقه داشت پرداخت. تحصیلات خود را در کارشناسی ارشد در رشته علوم سیاسی گرایش مسائل ایران تکمیل نمود.

## نمایندگی
در دوره نهم مجلس شورای اسلامی از شهرستان ورزقان و خاروانا به مجلس شورای اسلامی راه یافت. دورهٔ نهم مجلس شورای اسلامی عضو و دبیر کمیسیون صنایع و معادن مجلس شورای اسلامی از حوزهٔ انتخابیهٔ ورزقان و خاروانا در استان آذربایجان شرقی بود.
وی نماینده دورهٔ یازدهم مجلس شورای اسلامی نیز بود.